# Izotop stabil
Un izotop stabil este o specie nucleară a unui element chimic care nu este radioactivă, prin urmare nu suferă transformări nucleare în decursul timpului.